# Justin Diehl
Justin Diehl, né le 27 novembre 2004 à Cologne en Allemagne, est un footballeur allemand qui évolue au poste d'ailier gauche au VfB Stuttgart.

## Biographie

### En club
Né à Cologne en Allemagne, Justin Diehl est formé par le club local du FC Cologne. Le 7 août 2020, il signe son premier contrat professionnel avec le FC Cologne, étant alors lié au club jusqu'en juin 2023.
Il joue son premier match en professionnel le 21 janvier 2023, lors d'une rencontre de Bundesliga face au Werder Brême. Il entre en jeu et son équipe s'impose par sept buts à un. 
Lors de l'été 2024, Justin Diehl rejoint le VfB Stuttgart. Le transfert est annoncé dès le 22 mai 2024 et il signe un contrat courant de cinq ans, soit jusqu'en juin 2029,.

### En sélection
Justin Diehl possède des origines ghanéennes mais représente son pays de naissance en sélection, l'Allemagne. Il commence avec les moins de 16 ans, jouant cinq matchs et marquant un but entre 2019 et 2020.
Il joue avec l'équipe d'Allemagne des moins de 18 ans, sélection avec laquelle il marque deux buts en trois matchs, en 2021.